# Zönakelkirche

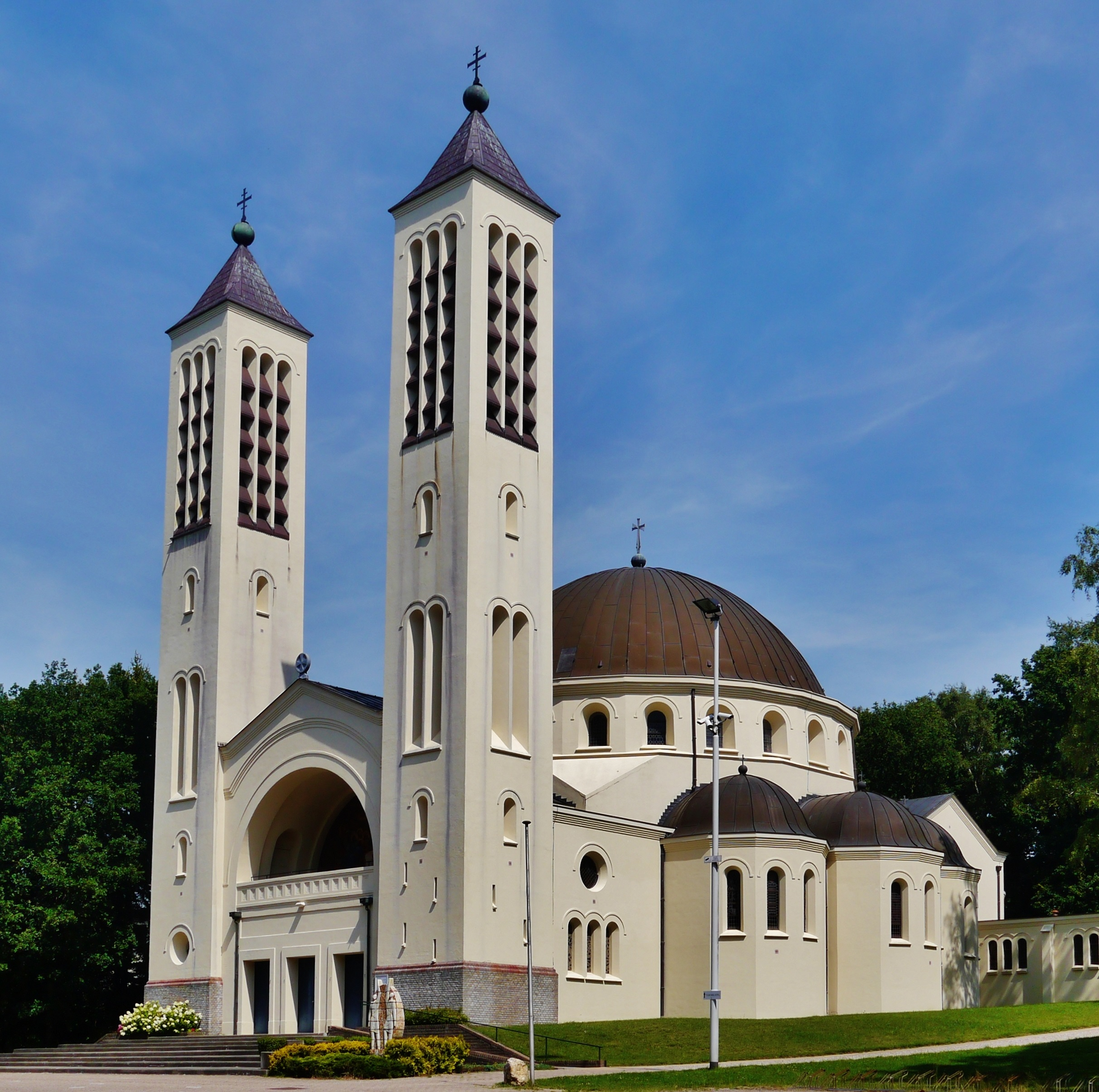
Zönakelkirche (2015)

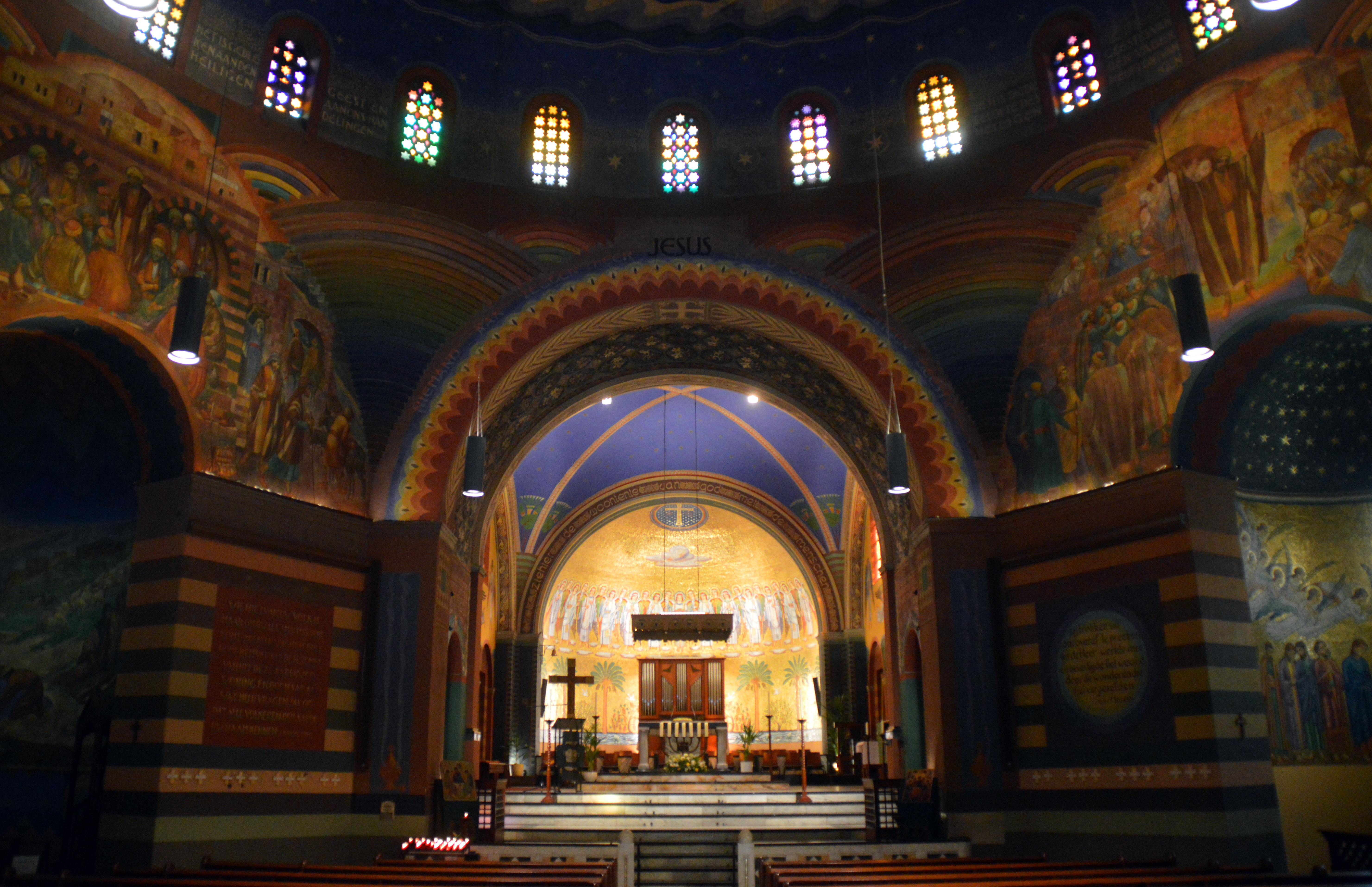
Blick aus dem Zentralraum zum Altar (2018)

Die Zönakelkirche (niederländisch Cenakelkerk, „Kirche vom Abendmahlssaal“) mit dem Patrozinium des heiligen Antonius von Padua ist eine römisch-katholische Kirche im Museumpark Orientalis (früher Heilig Land Stichting) in der Gemeinde Groesbeek bei Nimwegen in der niederländischen Provinz Gelderland. Sie wurde von 1913 bis 1915 als neobyzantinische Kuppelkirche errichtet und hat seit 2004 den Status eines Rijksmonuments (Nr. 523627).

## Geschichte
Die Kirche entstand im Rahmen der Heilig-Land-Stiftung, die den niederländischen Katholiken die Welt Jesu anschaulich machen sollte. Nach der Idee des Initiators Pfarrer Arnold Suijs sollte ein Besuch der Anlage Wallfahrtscharakter haben und zur Anbetung des Heiligsten Herzens Jesu führen. Dem diente vor allem die erhöht gelegene Kirche. Sie wurde von dem Architekten Jan Stuyt in Formen des christlichen Ostens gestaltet, ergänzt um eine „westliche“ Zweiturm-Portalanlage. Piet Gerrits schuf die Mosaiken (1920–1923) und die Wandmalereien (1928–1930).

## Bauwerk
Die aus Beton errichtete Kirche ist vollständig weiß verputzt. Hinter der Portalvorhalle, flankiert von den beiden schlanken quadratischen Glockentürmen, erhebt sich der Zentralbau, dessen Kuppel einen Tambour von 15 Metern Durchmesser überwölbt. Den Hauptraum umgeben beidseitig je drei Seitenkapellen. Hinter der Kuppelhalle schließt ein langer Chorraum mit Rundapsis das Gebäude ab.
Die Mosaiken und Wandbilder zeigen Szenen aus den Evangelien und der Apostelgeschichte in einem von der Ikonenmalerei inspirierten Stil.